# Afriberina zerny
Afriberina zerny là một loài bướm đêm trong họ Geometridae.